# سيبو شاهبازيان
سيبو شاهبازيان ((بالأرمنية: Սեպուհ Շահբազեան)‏; من مواليد 25 سبتمبر 1980 بطهران في إيران - ) هو لاعب كرة قدم إيراني في مركز الدفاع. لعب مع نادي استقلال طهران ونادي باس طهران ونادي صبا قم.